# Carugo
Carugo – miejscowość i gmina we Włoszech, w regionie Lombardia, w prowincji Como.
Według danych na rok 2004 gminę zamieszkiwały 5323 osoby, 1330,8 os./km².